# Regionalwahl in Venetien 1985
Die Regionalwahl in Venetien 1985 fand am 12. und 13. Mai statt.

## Wahlergebnis
| Listen            | Listen                                        | Stimmen   | %    | Mandate |
| ----------------- | --------------------------------------------- | --------- | ---- | ------- |
|                   | Democrazia Cristiana                          | 1.383.406 | 45,9 | 30      |
|                   | Partito Comunista Italiano                    | 615.002   | 20,4 | 12      |
|                   | Partito Socialista Italiano                   | 372.096   | 12,3 | 8       |
|                   | Movimento Sociale Italiano – Destra Nazionale | 135.417   | 4,5  | 2       |
|                   | Liga Veneta                                   | 112.275   | 3,7  | 2       |
|                   | Partito Repubblicano Italiano                 | 98.306    | 3,3  | 2       |
|                   | Partito Socialista Democratico Italiano       | 96.571    | 3,2  | 1       |
|                   | Lista Verde                                   | 77.967    | 2,6  | 1       |
|                   | Partito Liberale Italiano                     | 57.648    | 1,9  | 1       |
|                   | Democrazia Proletaria                         | 51.254    | 1,7  | 1       |
|                   | Partito Nazionale Pensionati                  | 7.036     | 0,2  | –       |
|                   | Liga Veneta Serenissima                       | 6.533     | 0,2  | –       |
| Gesamt            | Gesamt                                        | 3.013.511 | 100  | 60      |
|                   |                                               |           |      |         |
| Ungültige Stimmen | Ungültige Stimmen                             | 165.294   | 5,2  |         |
| Wähler            | Wähler                                        | 3.178.805 | 92,4 |         |
| Wahlberechtigte   | Wahlberechtigte                               | 3.441.489 |      |         |